# Vern Ehlers

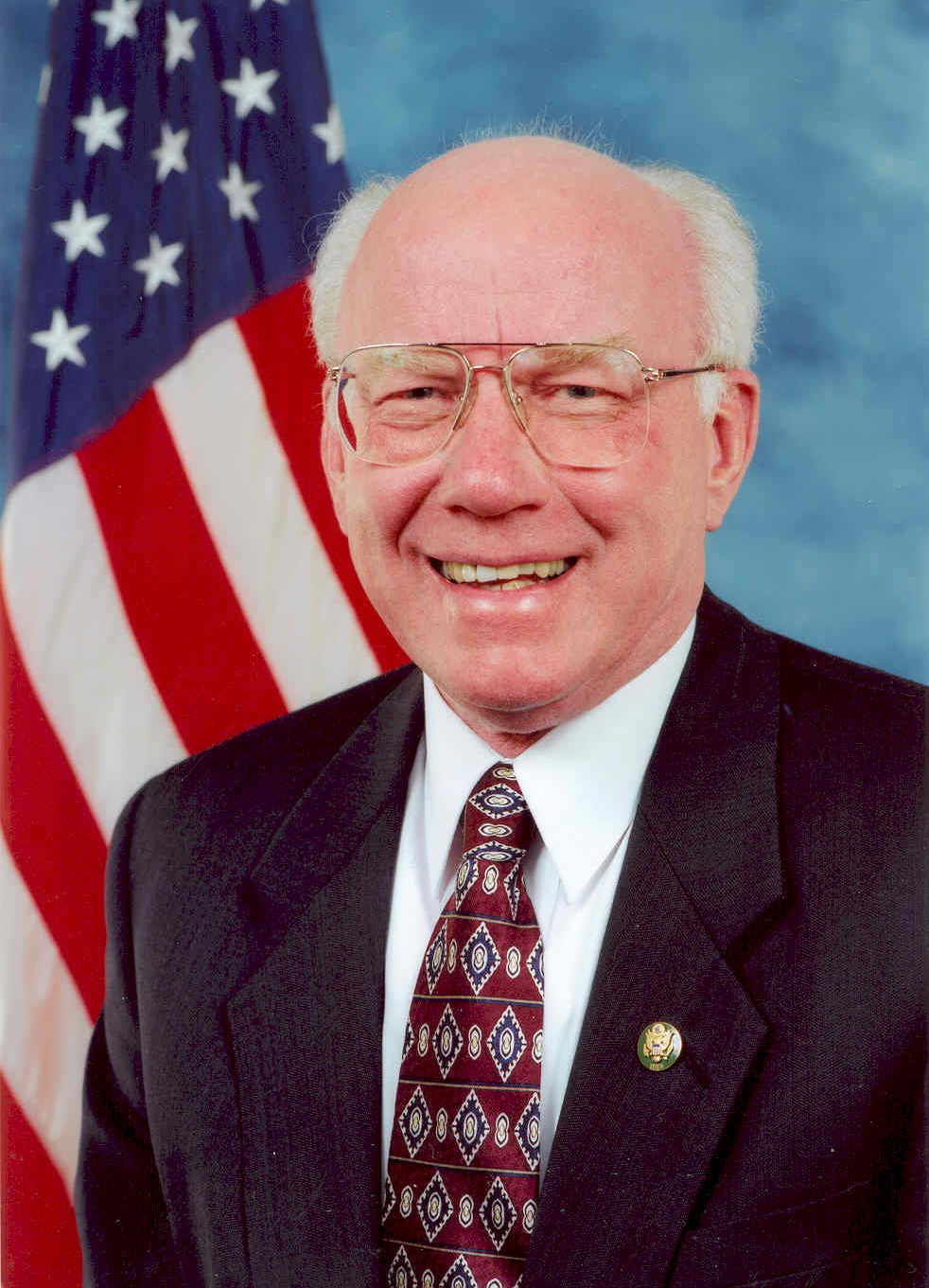
Vern Ehlers

Vernon James "Vern" Ehlers, född 6 februari 1934 i Pipestone, Minnesota, död 15 augusti 2017 i Grand Rapids, Michigan, var en amerikansk republikansk politiker. Han representerade delstaten Michigans tredje distrikt i USA:s representanthus 1993–2011.
Ehlers studerade vid Calvin College och University of California, Berkeley. Han avlade 1960 sin doktorsexamen i kärnfysik vid Berkeley. Han undervisade vid Berkeley fram till 1966 och fortsatte sedan sin akademiska karriär vid Calvin College.
Kongressledamoten Paul B. Henry avled 1993 i ämbetet. Ehlers vann fyllnadsvalet för att efterträda Henry i representanthuset. Han omvaldes åtta gånger.
Ehlers var kalvinist. Han och hustrun Johanna fick fyra barn.